# Therasea flavicosta
Therasea flavicosta là một loài bướm đêm trong họ Noctuidae.